# Veli-Pekka Ketola
Pour les articles homonymes, voir Pekka.
Temple de la renommée finlandais : 1990
Veli-Pekka Ketola (né le 28 mars 1948 à Pori en Finlande) est un joueur de hockey sur glace évoluant à la position de centre dans la SM-liiga, l'Association mondiale de hockey et la Ligue nationale de hockey.

## Carrière sur la glace
Veli-Pekka Ketola commence sa carrière en 1963 avec le Karhut Pori (qui devint en 1967 Ässät Pori). Il jouera 10 saisons dans le championnat finlandais, y obtenant beaucoup de succès, avant de se laisser séduire par l'Amérique du Nord en 1974. Il passera trois saisons dans l'AMH avec les Jets de Winnipeg et les Cowboys de Calgary avant de retourner passer 3 saisons avec le Ässät Pori. Malgré le fait que les Canucks de Vancouver lui ait fait signer un contrat le 6 mars 1979, Ketola ne revint en Amérique que pour la saison 1981-1982 pour disputer 44 matches avec les Rockies du Colorado. Il retournera la saison suivante en Finlande avec le KalPa Kuopio avant de tirer sa révérence.
Il devint entraîneur-chef du Ässät Pori pour la saison 1993-94 et 1996-97.

## Honneurs et distinctions
- Six fois nommé dans l'équipe Étoile de la SM-liiga.
- Intronisé au Temple de la renommée du hockey finlandais en 1990.
- Remporta le titre de meilleur joueur de Finlande en 1974 et 1978.
- Remporta le trophée Matti-Keinonen en 1978-79.
- Son numéro 13 a été retiré par le Ässät Pori.
- Il remporta le trophée du meilleur pointeur de la saison en SM-liiga en 1979, trophée qui depuis 1995 porte son nom.
- Mena le championnat des marqueurs de la SM-liiga en 1971.